# Donogány Jakab
Donogány Jakab (Magyarlápos, 1829 – Borszék, 1877. augusztus 12.) orvos.

## Családja, iskolái
Az erdélyi örmény Donogán család leszármazottja (eredetileg: tonakan; 'տոնական' jelentése:ünnepi). 
Tanult szülővárosában és Kassán, azután a pesti egyetemen az orvosi tudományokat hallgatta, ahol 1852-ben orvosdoktor lett, később Alsó-Fehér vármegye és Nagyenyed főorvosa volt.

## Munkái
Vegytani készítmények. Schulek Sándor után magyarra fordította, némely készítményekkel és vegytani szótárral bővítette. Pest, 1851. (Ism. Orvosi Hetilap 1857. 447. l.)